# إدوين ووكر
إدوين ووكر (بالإنجليزية: Edwin Walker) (و. 1909 – 1993 م) هو عسكري محترف من الولايات المتحدة الأمريكية .
وهو عضو في الحزب الديمقراطي الأمريكي .

## التعليم
تعلم في الأكاديمية العسكرية الأمريكية.

## جوائز
حصل على جوائز منها وسام "العمل الشجاع في الحرب الوطنية العظمى 1941-1945، وستار سيلفر، ووسام الاستحقاق.